# Cinzago
Cinzago ist  eine Fraktion der italienischen Gemeinde (comune) Cannobio in der Provinz Verbano-Cusio-Ossola, Region Piemont. Cinzago liegt an der Grenze zur Schweiz gegenüber von Brissago.  

## Geographie und Klima
Die Ortschaft liegt in den Tessiner Alpen in Luftlinie etwa 2 km nordwestlich von Cannobio auf 517 m s.l.m. über dem Lago Maggiore, auf halbem Wege zwischen beiden Ortschaften Sant’Agata und San Bartolomeo in Montibus.   
Die Umgebung ist geprägt von bewaldeten Hängen mit einer großen Vielfalt von Baumarten, insbesondere vielen Kastanienbäumen zudem gedeihen in Cinzago Palmen, Zypressen und andere Mittelmeerpflanzen.
Das Klima ist besonders mild und mediterran. Im Allgemeinen liegen die Temperaturen einige Grad über den Temperaturen in Deutschland. Die Monate Juni bis August können sehr heiß werden. Durch die Hanglage weht im Sommer stets eine sanfte Brise.
Höhe und die Hanglage am Westhang des Monte Giove (1298 m) geben einen offenen Blick über den Lago Maggiore und die sich auf der gegenüberliegenden Uferseite auftürmenden Berge der Tambogruppe.

## Kultur und Sehenswürdigkeiten
Das Ortsbild des Dorfes ist durch enge, geschwungene und von Gewölben und Rundbögen überspannte Gassen geprägt.

## Bevölkerung
Die Ortschaft ist heute größtenteils von Deutschen und Schweizern als Zweitwohnsitz bewohnt. 2020 zählte Cinzago nur drei ständige Einwohner.

## Bilder

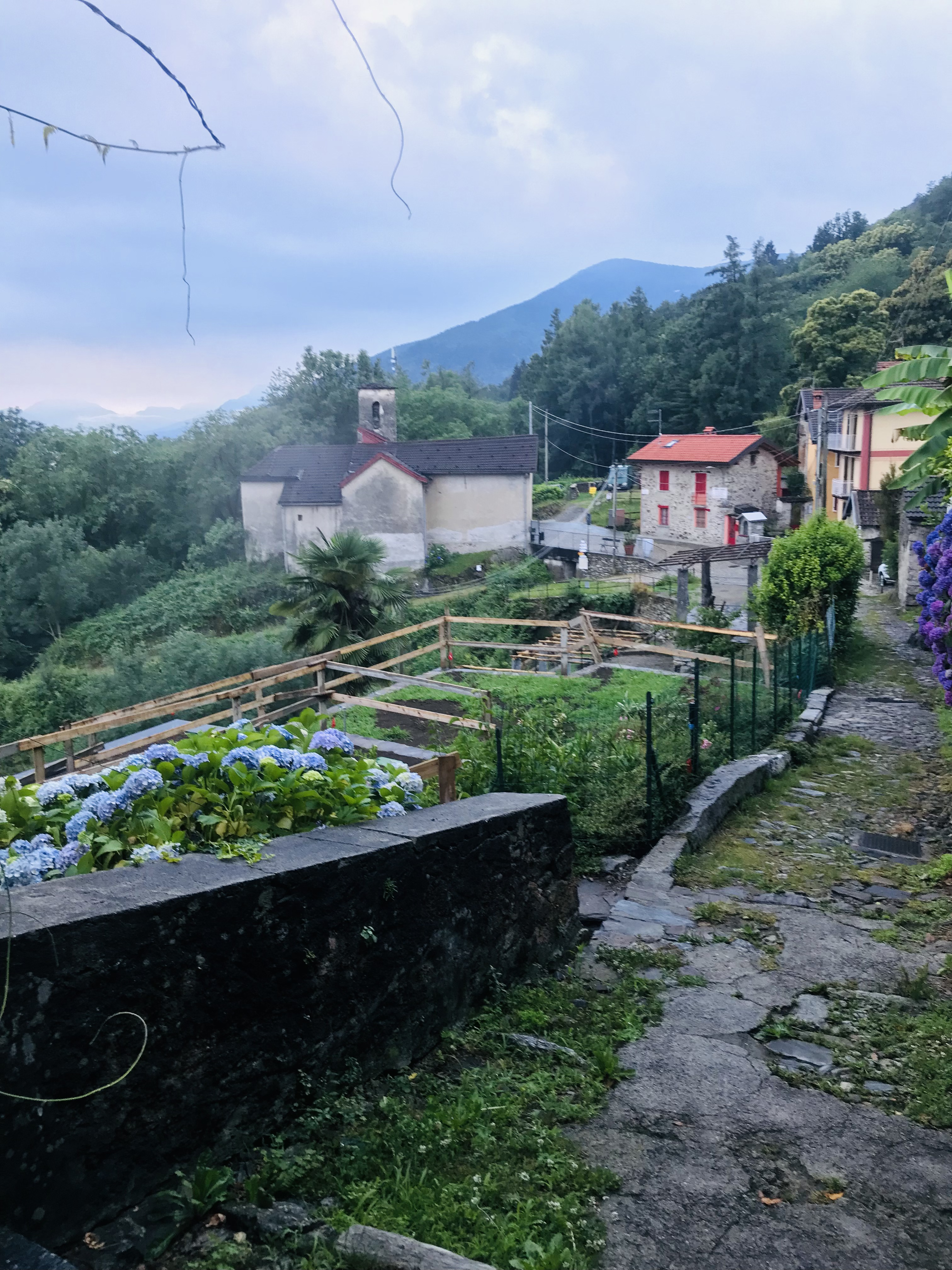
Straßenszene
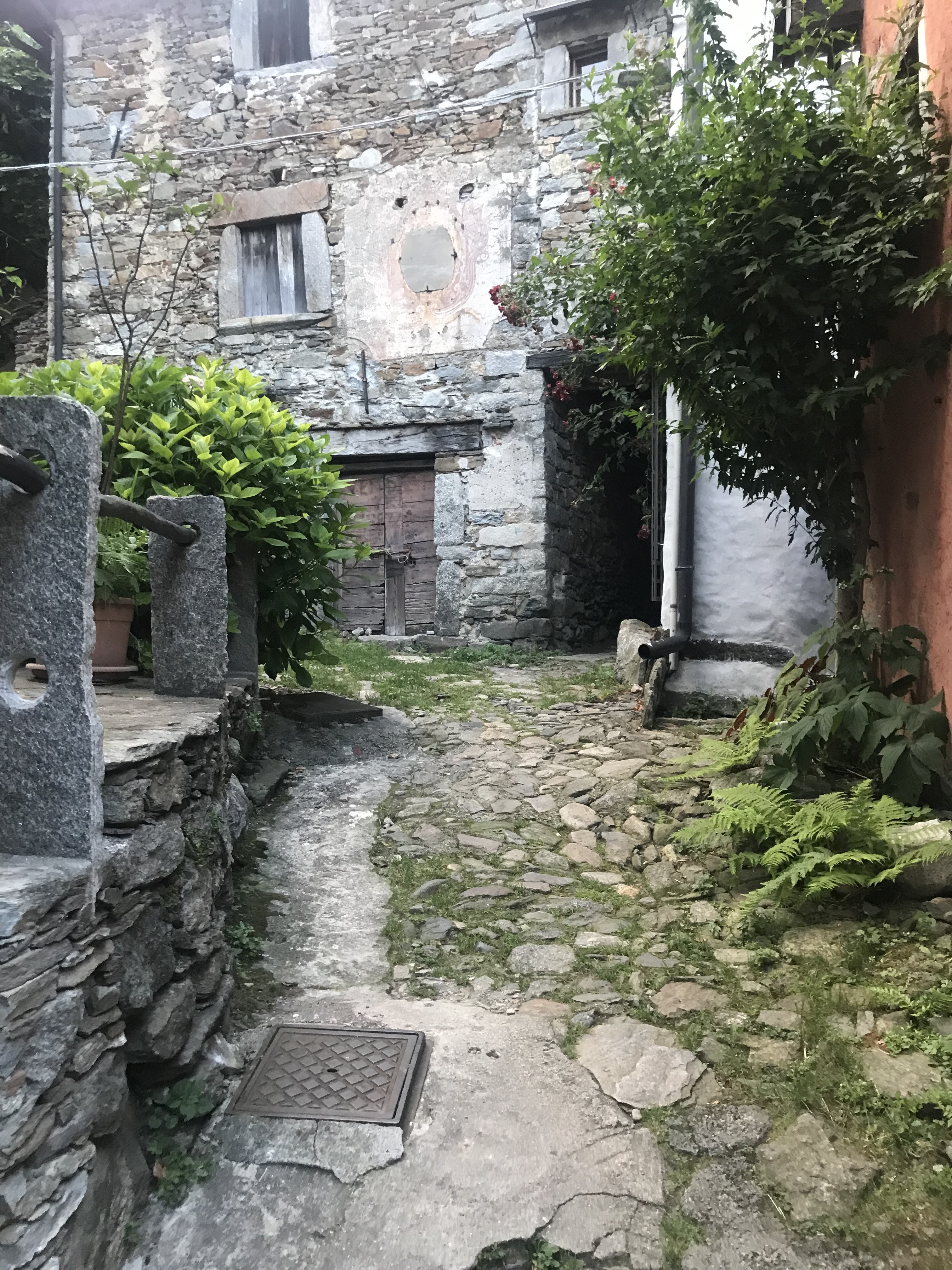
Straße in Cinzago
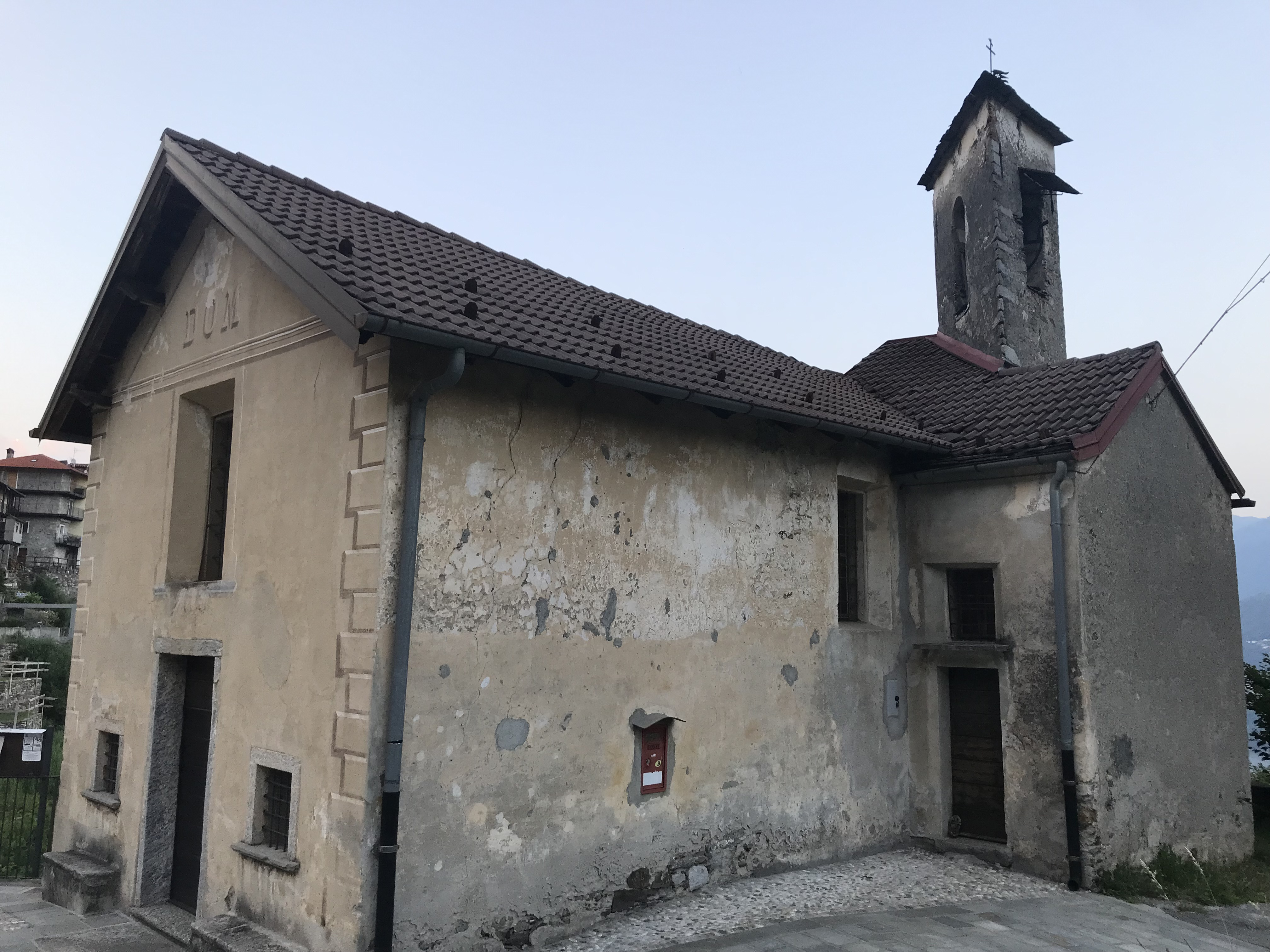
Kirche von Cinzago
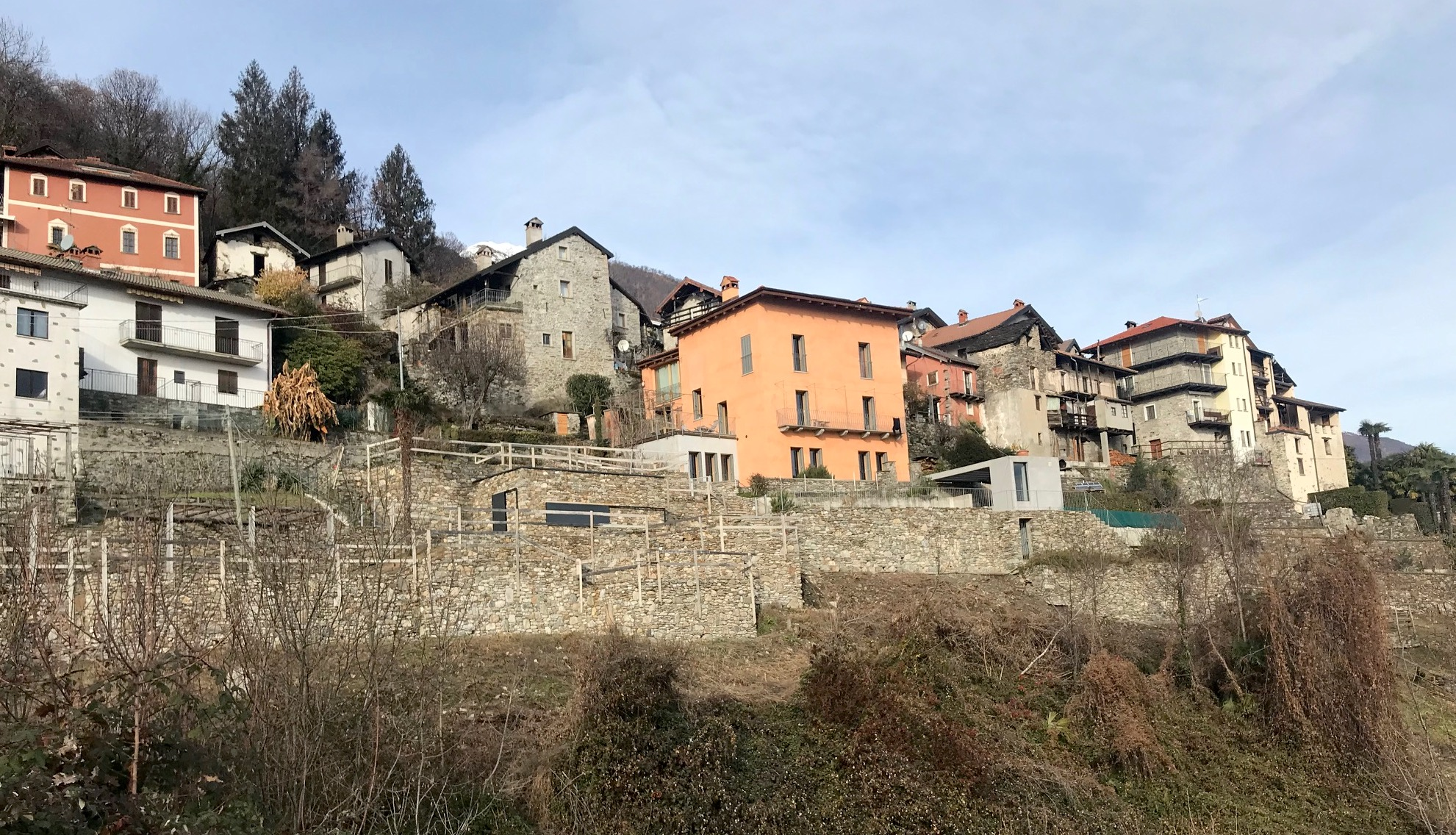
Ortsansicht
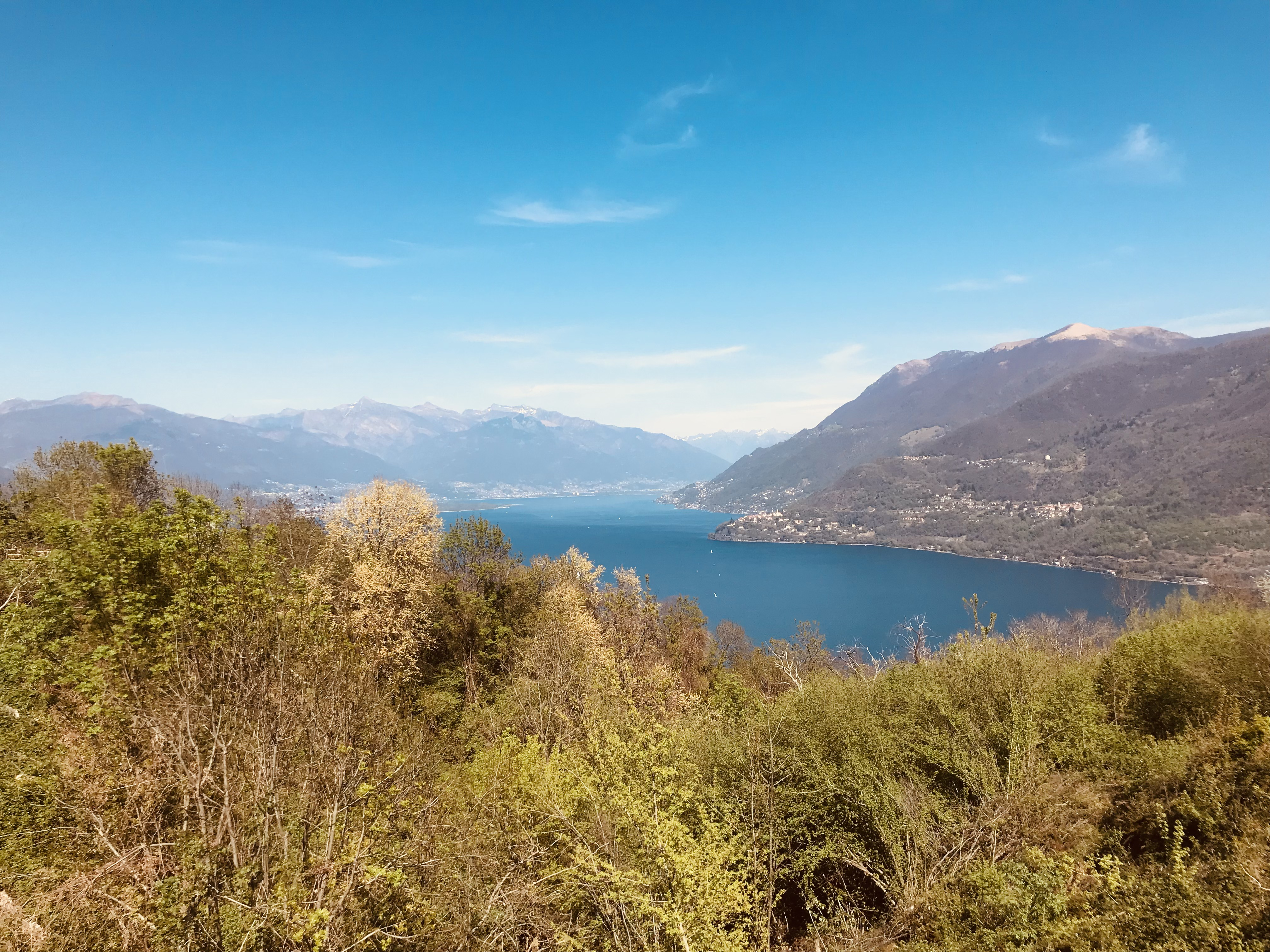
Blick auf den Lago Maggiore